# Villa Tedeschi
La Villa Tedeschi, anche chiamata Villa dello Scaro, è una villa ubicata nel centro urbano di Pozzallo, nel quartiere Scaro.
La villa prende il nome dagli ultimi proprietari della tenuta, la famiglia Tedeschi, seppur sia stata a lungo posseduta da diversi rami cadetti della famiglia dei marchesi Polara. Dal 2009 è sede della biblioteca comunale.

## Storia

Stemma della famiglia Polara, dal 1829 al 1979 proprietaria della villa attraverso i suoi rami cadetti: i Polara Lorefice, i Polara Galazzo e i Tedeschi Polara.

Nel 1565 il conte Luis Enríquez de Cabrera concesse "le terre vocate dello Scaro seu Puzzallo, aut Centobucari, confinanti con trazzera di Sancte Marie Fucalli, vignalibus di Comitini, via pubblica che va ad Turrim Puzzalli, Litore Maris ed altri confini",dove sorge la villa, al nobile Don Vito Cultrera Restivo, che nel 1602 lo rivenderà alla famiglia Bonanno.
Nel 1641 Giambattista Bonanno donò il feudo al cognato Antonio Salemi, che lo cedette al figlio Biagio nel 1687. Egli lo donò nel 1691 al genero Francesco Cuella ed Aparo, il quale ne fu investito col titolo di Barone nel 1702; nel 1717 lo permutò con la baronessa Anna Lorefice in cambio di una tenuta in Modica. Il feudo divenne proprietà, nel 1779, di un nipote della stessa, Don Romualdo Mattia Lorefice Platamone, Barone di Mortilla, in seguito insignito del titolo di I Marchese dello Scaro, che ivi costruì una casa commerciale.
Nel 1829, alla morte di Romualdo, la casa passò al nipote Giuseppe Polara Lorefice, che la donò nel 1840 al figlio Giorgio; questi sposò la nobile Domenica Tedeschi Impellizzeri, la quale lo abbandonò per fuggire con il patriota garibaldino Francesco Giardina; rimasto solo, sposò in seconde nozze Agata Galazzo, figlia di un pescatore locale.
In una dichiaratoria del 5 giugno 1852, così sottoscrissero Giorgio Polara Lorefice e Domenica Tedeschi riguardo ai benefatti ed ai confini:
Giorgio Polara Lorefice apportò le seguenti migliorie: 
Durante la sua vita Giorgio Polara apportò numerose migliorie alla struttura, donandole l'aspetto attuale. Per atto dotale la proprietà passò alla figlia Concetta Polara Galazzo, che sposò il senatore Michele Tedeschi Rizzone, il quale abbellì notevolmente la villa; a lui si deve la costruzione della cappella gentilizia, dedicata a Santa Rosalia, posta alla sinistra dell'ingresso principale, dove volle essere sepolto.
Nel 1897, con atto di donazione, i coniugi Tedeschi trasferirono al figlio minore Corrado, successivamente podestà del paese durante il fascismo, l'ex feudo dello Scaro, meno la parte concessa in enfiteusi; questi la abitò fino al 1955, quando, a causa delle precarie condizioni di salute e delle difficoltà economiche, si trasferì in una casupola nella centrale Piazza Mercato e vendette parte dei terreni annessi alla proprietà.
Nel 1979 la villa venne venduta dagli eredi di Corrado Tedeschi al Comune di Pozzallo.
La proprietà rimase in stato di abbandono per decenni; in questo lungo periodo è stata depredata, privata di ogni decoro e la struttura ha ceduto in più punti. Dopo alcuni anni di restauro, nel 2009 è stata destinata a sede della biblioteca comunale. Il piano nobile, non ancora restaurato, presenta numerosi affreschi e pregiati infissi.
Nel 2019 sono iniziati i lavori di ristrutturazione, finanziati dalla Regione Siciliana e dal Governo.

## Galleria d'immagini

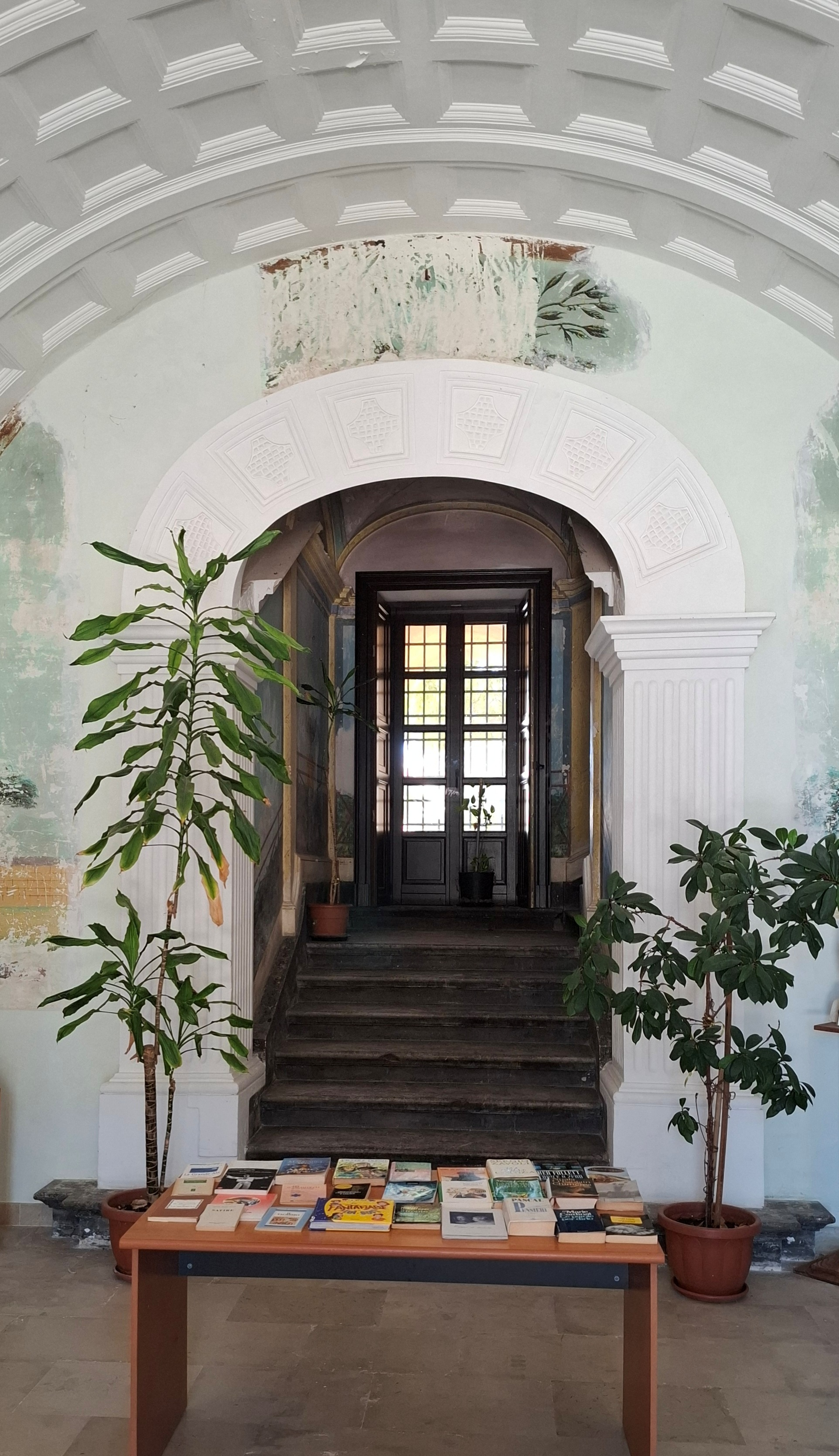
Ingresso della villa; le scale conducono al piano nobile.
Viale d'ingresso della villa in una foto d'epoca.
Cappella di Santa Rosalia.